# Heroes Against Hunger
Heroes Against Hunger és un còmic benèfic de 1986 per una selecció d'estrelles per a l'alleujament de la fam i la recuperació. Publicat per DC Comics en forma de "còmic jam", o cadàver exquisit, el llibre va ser protagonitzat per Superman i Batman, amb l'arxienemic de Superman Lex Luthor ajudant-los. Dirigits per Jim Starlin i Bernie Wrightson, tots els ingressos del còmic es van dirigir al socors de la fam a l'Àfrica.
Heroes Aginst Hunger va sorgir com a resposta a la devastadora fam de 1983 a 85 a Etiòpia. El concepte era gairebé idèntic al còmic de beneficència anterior, Heroes for Hope, publicat per Marvel Comics el 1985 (que també va ser concebut per Wrightson i Starlin), i tenia l'esperit de les recaptacions musicals contemporànies com "Do They Know It's Christmas?" de Band Aid, "We Are the World (USA for Africa)" i els concerts de Live Aid.

## Argument
En una història anomenada "A Song of Pain and Sorrow!" (Una cançó de dolor i pena!), Superman, Batman i Lex Luthor intenten frenar la fam etíope. Mentre estan allà, interaccionen amb el membre del Cos del Pau, Lee Ann Layton. El seu antagonista és un gegant de quatre braços de pell verda amb un teclat incrustat al pit anomenat Mestre. El Mestre s'alimenta d'entropia, de manera que es veu reforçat per la fam etíope.

## Col·laboradors
Jim Starlin va fer l'argument de la història assistit per Bernie Wrightson. L'editor va ser Robert Greenberger. La portada frontal a llapis de Neal Adams va ser entintada per Dick Giordano; l'autor de la contraportada va ser Bill Sienkiewicz. El logotip va ser disseny de Gaspar Saladino.
Hi van participar 100 col·laboradors al projecte. A més de Starlin i Wrightson, diversos col·laboradors de Heroes for Hope també van fer donació de la seva tasca creativa a Heroes Against Hunger, inclosos John Byrne, Howard Chaykin, John Costanza, Steve Englehart, Klaus Janson, Jeffrey Catherine Jones, Michael Kaluta, Steve Leialoha, Al Milgrom, Gray Morrow, Josef Rubinstein, Bill Sienkiewicz, Walt Simonson i Alan Weiss.
| Pàgina/es | Escriptor            | Dibuixant              | Entintador                  | Retolador       | Colorista       |
| --------- | -------------------- | ---------------------- | --------------------------- | --------------- | --------------- |
| 1, 48     | Jim Starlin          | George Pérez           | Kim DeMulder                | Helen Vesik     | Daina Grazanus  |
| 2-3       | Cary Bates           | Paris Cullins          | Tony DeZuniga               | Carrie Spiegle  | Michele Wolfman |
| 4–5       | Elliot S. Maggin     | Denys Cowan            | Val Mayerik                 | Carrie Spiegle  | Michele Wolfman |
| 6-7       | Paul Levitz          | Jan Duursema           | Alfredo Alcala              | Helen Vesik     | Gene D'Angelo   |
| 8–9       | Mike W. Barr         | Keith Giffen           | Joe Staton                  | Duncan Andrews  | Carl Gafford    |
| 10-11     | Michael Fleisher     | Ross Andru             | Klaus Janson                | John Workman    | Carl Gafford    |
| 12-13     | Bob Rozakis          | José Luis Garcia-Lopez | Jerry Ordway                | Agustin Mas     | Anthony Tollin  |
| 14–15     | Roy Thomas           | Carmine Infantino      | Murphy Anderson             | Milt Snapinn    | Tom Ziuko       |
| 16-17     | J. M. DeMatteis      | Marshall Rogers        | Karl Kesel                  | John Costanza   | George Roberts  |
| 18–19     | Robert Bloch         | Bernie Wrightson       | Michael Kaluta              | Bob Lappan      | Anthony Tollin  |
| 20–21     | Robert Loren Fleming | Joe Brozowski          | Gray Morrow                 | Bob Pinaha      | Gene D'Angelo   |
| 22–23     | Marv Wolfman         | Sal Amendola           | Jim Aparo                   | Albert DeGuzman | Liz Berube      |
| 24-25     | Tony Isabella        | Curt Swan              | John Byrne                  | Todd Klein      | Nansi Hoolahan  |
| 26–27     | Gerry Conway         | Barry Windsor-Smith    | Jeff Jones                  | Todd Klein      | Tatjana Wood    |
| 28–29     | Barbara Randall      | Ernie Colón            | Terry Austin                | Agustin Mas     | Nansi Hoolahan  |
| 30–31     | Andy Helfer          | Walt Simonson          | Steve Leialoha              | John Workman    | Joe Orlando     |
| 32-33     | Dan Mishkin          | Eduardo Barreto        | Romeo Tanghal               | Helen Vesik     | Liz Berube      |
| 34-35     | Len Wein             | Dave Gibbons           | Bruce Patterson             | John Costanza   | George Roberts  |
| 36-37     | Ed Hannigan          | Jack Kirby             | Al Milgrom                  | Duncan Andrews  | Tom Ziuko       |
| 38–39     | Mindy Newell         | Tony Salmons           | Tom Mandrake                | Bob Pinaha      | Joe Orlando     |
| 40-41     | Steve Englehart      | Dan Jurgens            | Bill Wray                   | Agustin Mas     | Adrienne Roy    |
| 42-43     | Joey Cavalieri       | Joe Kubert             | Josef Rubinstein            | Andy Kubert     | Adrienne Roy    |
| 44-45     | Paul Kupperberg      | David Ross             | Howard Chaykin              | Bob Lappan      | Bob LeRose      |
| 46-47     | Doug Moench          | James Sherman          | Greg Theakston & Alan Weiss | Todd Klein      | Bob LeRose      |